# Alpineskiën op de Olympische Winterspelen 2010
Alpineskiën is een van de sporten die beoefend werden tijdens de Olympische Winterspelen 2010 in Vancouver. De wedstrijden vonden plaats in het wintersportgebied Whistler Blackcomb.

## Programma
| Datum                   | Lokale tijd | MET   | Onderdeel        |
| ----------------------- | ----------- | ----- | ---------------- |
| 13 februari 15 februari | 11:45       | 20:45 | afdaling         |
| 16 februari             | 10:00       | 19:00 | super-combinatie |
| 19 februari             | 11:30       | 20:30 | super-g          |
| 21 februari             | 10:00       | 19:00 | reuzenslalom     |
| 27 februari             | 10:00       | 19:00 | slalom           |

| Datum       | Lokale tijd | MET   | Onderdeel        |
| ----------- | ----------- | ----- | ---------------- |
| 14 februari | 10:00       | 19:00 | super-combinatie |
| 17 februari | 11:00       | 20:00 | afdaling         |
| 20 februari | 10:00       | 19:00 | super-g          |
| 24 februari | 10:00       | 19:00 | reuzenslalom     |
| 26 februari | 10:00       | 19:00 | slalom           |

## Medailles

### Mannen
| Onderdeel    | Goud               | Goud | Zilver             | Zilver | Brons              | Brons |
| ------------ | ------------------ | ---- | ------------------ | ------ | ------------------ | ----- |
| Combinatie   | Bode Miller        | USA  | Ivica Kostelić     | CRO    | Silvan Zurbriggen  | SUI   |
| Afdaling     | Didier Défago      | SUI  | Aksel Lund Svindal | NOR    | Bode Miller        | USA   |
| Reuzenslalom | Carlo Janka        | SUI  | Kjetil Jansrud     | NOR    | Aksel Lund Svindal | NOR   |
| Slalom       | Giuliano Razzoli   | ITA  | Ivica Kostelić     | CRO    | André Myhrer       | SWE   |
| Super G      | Aksel Lund Svindal | NOR  | Bode Miller        | USA    | Andrew Weibrecht   | USA   |

### Vrouwen
| Onderdeel    | Goud                | Goud | Zilver         | Zilver | Brons           | Brons |
| ------------ | ------------------- | ---- | -------------- | ------ | --------------- | ----- |
| Combinatie   | Maria Riesch        | GER  | Julia Mancuso  | USA    | Anja Pärson     | SWE   |
| Afdaling     | Lindsey Vonn        | USA  | Julia Mancuso  | USA    | Elisabeth Görgl | AUT   |
| Reuzenslalom | Viktoria Rebensburg | GER  | Tina Maze      | SLO    | Elisabeth Görgl | AUT   |
| Slalom       | Maria Riesch        | GER  | Marlies Schild | AUT    | Šárka Záhrobská | CZE   |
| Super G      | Andrea Fischbacher  | AUT  | Tina Maze      | SLO    | Lindsey Vonn    | USA   |

### Medailleklassement
| Plaats | Land             | NOC    | Goud | Zilver | Brons | Totaal |
| ------ | ---------------- | ------ | ---- | ------ | ----- | ------ |
| 1      | Duitsland        | GER    | 3    | 0      | 0     | 3      |
| 2      | Verenigde Staten | USA    | 2    | 3      | 3     | 8      |
| 3      | Zwitserland      | SUI    | 2    | 0      | 1     | 3      |
| 4      | Noorwegen        | NOR    | 1    | 2      | 1     | 4      |
| 5      | Oostenrijk       | AUT    | 1    | 1      | 2     | 4      |
| 6      | Italië           | ITA    | 1    | 0      | 0     | 1      |
| 7      | Slovenië         | SLO    | 0    | 2      | 0     | 2      |
| 7      | Kroatië          | CRO    | 0    | 2      | 0     | 2      |
| 9      | Zweden           | SWE    | 0    | 0      | 2     | 2      |
| 10     | Tsjechië         | CZE    | 0    | 0      | 1     | 1      |
| Totaal | Totaal           | Totaal | 10   | 10     | 10    | 30     |

Garmisch-Partenkirchen 1936 · St. Moritz 1948 · Oslo 1952 · Cortina d'Ampezzo 1956 · Squaw Valley 1960 · Innsbruck 1964 · Grenoble 1968 · Sapporo 1972 · Innsbruck 1976 · Lake Placid 1980 · Sarajevo 1984 · Calgary 1988 · Albertville 1992 · Lillehammer 1994 · Nagano 1998 · Salt Lake City 2002 · Turijn 2006 · Vancouver 2010 · Sotsji 2014 · Pyeongchang 2018 · Peking 2022
Lijst van olympische medaillewinnaars
Alpineskiën · Biatlon · Bobsleeën · Curling · Freestyleskiën · Kunstrijden · Langlaufen · Noordse combinatie · Rodelen · Schaatsen · Schansspringen · Shorttrack · Skeleton · Snowboarden · IJshockey